# Ewelina Sętowska-Dryk
Ewelina Sętowska-Dryk (ur. 5 marca 1980 w Puławach) – polska lekkoatletka, specjalizująca się w biegu na 800 m. Jej trenerem jest Andrzej Wołkowycki.

## Osiągnięcia
- Uniwersjada 2003: 4 x 400 m – srebro
- Halowa Mistrzyni Polski 2005: 800 m
- Mistrzyni Polski 2005: 800 m
- Uniwersjada 2005: 4 x 400 m – srebro
- Halowa Mistrzyni Polski 2006: 800 m
- Wicemistrzyni Polski 2006: 800 m
- ME Göteborg 2006: – 4 x 400 m – brąz
- HMŚ Moskwa 2006: – 800 m – 6. miejsce
- Halowa Mistrzyni Polski 2007: 800 m
- Mistrzyni Polski 2007: 800 m
- Halowa mistrzyni Polski 2008: 800 m
- Halowy Puchar Europy w Lekkoatletyce : 1. miejsce (Moskwa 2008)
- Halowa mistrzyni Polski 2012: 800 m

### Rekordy Życiowe
- 400 metrów – 53.56 (2006)
- 600 metrów – 1:27.96 (2006)
- 800 metrów – 1:58.96 (Rieti 2006)
- 1000 metrów – 2:37.43  (2006)
- 400 metrów przez płotki – 57.17 (2004)
- 400 metrów (hala) – 53.67 (2006)
- 800 metrów (hala) – 2:00.75 (2008)